# Анн Сімпкін
Анн Сімпкін (англ. Anne Simpkin; нар. 2 квітня 1969) — колишня британська тенісистка.
Найвищу одиночну позицію світового рейтингу — 200 місце досягла 17 липня 1989, парну — 164 місце — 14 серпня 1989 року.

## Фінали ITF
| Легенда         |
| --------------- |
| турніри $25,000 |
| турніри $10,000 |

### Одиночний розряд: 2 (1–1)
| Результат | Ранг | Дата           | Турнір                  | Покриття | Суперниця     | Рахунок  |
| --------- | ---- | -------------- | ----------------------- | -------- | ------------- | -------- |
| Перемога  | 1.   | 23 квітня 1988 | Queens, Велика Британія | Ґрунт    | Енн Гроссман  | 6–4, 7–5 |
| Поразка   | 1.   | 29 серпня 1988 | Корсика, Франція        | Ґрунт    | Маїдер Ляваль | 2–6, 3–6 |

### Парний розряд: 7 (3–4)
| Результат | Ранг | Дата           | Турнір                        | Покриття | Партнерка          | Суперниці                     | Рахунок       |
| --------- | ---- | -------------- | ----------------------------- | -------- | ------------------ | ----------------------------- | ------------- |
| Поразка   | 1.   | 11 січня 1988  | Мулен (Альє), Франція         | Ґрунт    | Керолайн Біллінгем | Карін Кентрек Наталі Ерреман  | 3–6, 3–6      |
| Перемога  | 1.   | 29 лютого 1988 | Рокафорт (Валенсія), Іспанія  | Ґрунт    | Беттіна Діснер     | Елена Герра Роса Б'єльса      | 6–3, 6–2      |
| Перемога  | 2.   | 23 квітня 1988 | Queens, Велика Британія       | Ґрунт    | Джой Тейкон        | Леслі О'Галлоран Лоне Ванборґ | 4–6, 7–2, 7–6 |
| Перемога  | 3.   | 8 травня 1988  | Борнмут, Велика Британія      | Ґрунт    | Джой Тейкон        | Саллі Годмен Александра Ніпел | 6–3, 6–3      |
| Поразка   | 2.   | 15 травня 1988 | Бат (Англія), Велика Британія | Ґрунт    | Джой Тейкон        | Саллі Годмен Александра Ніпел | 3–6, 2–6      |
| Поразка   | 3.   | 3 жовтня 1988  | Істборн, Велика Британія      | Тверде   | Валда Лейк         | Карін Баккум Сімоне Шилдер    | 4–6, 4–6      |
| Поразка   | 4.   | 25 лютого 1991 | Норвіч, Велика Британія       | Килим    | Валда Лейк         | Анке Мархль Дорієн Вамелінк   | 4–6, 6–2, 1–6 |